# Alex Bazzaro
Alex Bazzaro (Venezia, 18 marzo 1987) è un politico italiano. È stato deputato della Repubblica italiana per la Lega Nord dal 2018 al 2022 ed è attualmente consigliere comunale di Venezia dal 2020 e assistente locale al Parlamento Europeo per l'Europarlamentare Anna Maria Cisint.

## Biografia
È grafico pubblicitario e social media manager. Membro del team di comunicazione di Matteo Salvini, ha lavorato come assistente locale al Parlamento Europeo per il deputato Lorenzo Fontana.

### Attività politica
Si iscrive alla Lega Nord a 19 anni, nel 2010 viene eletto consigliere municipale di Favaro Veneto nel comune di Venezia per la Lega Nord - Łiga Veneta dove assume la carica di capogruppo fino al 2015.
Dal 2016 è responsabile provinciale della segreteria Lega Nord di Venezia.
L'8 agosto 2020 viene candidato come capolista della Lega per le elezioni del comune di Venezia.
Alle elezioni amministrative del 20 e 21 settembre 2020, viene eletto alla carica di consigliere comunale di Venezia con 387 preferenze.
Il 22 dicembre 2020 è chiamato dal Sindaco Luigi Brugnaro a far parte del "Comitato ufficiale per i 1600 anni di Venezia”, che si celebreranno in città per tutto il 2021.
Il 13 aprile 2023 diviene Capogruppo Lega  Salvini Premier nel Consiglio Comunale di Venezia.
Dal 2025 lavora presso il Parlamento Europeo come assistente locale dell’eurodeputata Anna Maria Cisint.

#### Elezione a Deputato
Alle elezioni politiche del 2018 viene eletto alla Camera dei Deputati, nelle liste della Lega Nord nella circoscrizione Veneto 1.
È stato membro della X Commissione: attività produttive, commercio e turismo fino al 10 settembre 2019, è attualmente componente della XIV Commissione: politiche dell'Unione europea e dal 25 settembre 2018 della delegazione parlamentare presso l'OSCE, l'Organizzazione per la Sicurezza e la Cooperazione in Europa.
È primo firmatario della proposta di legge per la regolamentazione della macellazione rituale islamica degli animali, della proposta di legge per il riconoscimento e la promozione della lingua dei segni italiana per le persone sorde, della proposta di legge per il riconoscimento e la promozione del fenomeno sociale del controllo di vicinato e con il collega Matteo Luigi Bianchi della proposta di legge per la tutela e il riconoscimento delle lingue in via di estinzione presenti nel Libro Rosso Unesco delle lingue in pericolo.
Il 24 febbraio 2021 presenta il progetto di legge “Disposizioni e delega al Governo per la salvaguardia di Venezia e della sua laguna”, cofirmato dai colleghi Giorgia Andreuzza, Ketty Fogliani e Sergio Vallotto.
Dal 7 febbraio 2019 è presidente della Sezione Bilaterale Interparlamentare di amicizia Italia-Caraibi che comprende Antigua e Barbuda, Bahamas, Barbados, Bermuda, Dominica, Giamaica, Grenada.
È membro del gruppo interparlamentare di amicizia Italia - Taiwan con il quale, dal 20 al 26 novembre 2019, partecipa ad una missione presso vari enti governativi e rappresentanze economiche a Taipei assieme ai colleghi deputati Elena Lucchini, Francesca Gerardi, al senatore Toni Iwobi e al capo delegazione già Ministro delle politiche agricole alimentari, forestali e del turismo Gian Marco Centinaio. A seguito di questa missione il Governo di Taiwan decide di donare la somma di 100mila euro alla città di Venezia, colpita dall'Acqua alta eccezionale di 187 centimetri rilevata martedì 12 novembre 2019.
In data 6 dicembre 2019 fonda il gruppo di amicizia parlamentare con la regione speciale di Hong Kong, al quale aderiscono deputati e senatori di vari schieramenti politici.
Non viene ricandidato in occasione delle elezioni politiche del 2022. 
Terminato quindi il mandato da Deputato continua a svolgere il ruolo di consigliere comunale a Venezia.